# Aşağıörencik, Nazilli
Aşağıörencik là một xã thuộc huyện Nazilli, tỉnh Aydın, Thổ Nhĩ Kỳ. Dân số thời điểm năm 2010 là 498 người.